# Искитимцемент
Искитимцемент (в 1934—1994 годах — Чернореченский цементный завод) — предприятие по производству цемента. Расположено в Искитиме Новосибирской области, в 55 км к югу от Новосибирска. Единственный цементный завод в регионе. Полное официальное наименование — Акционерное общество «Искитимцемент». Управляющая компания — АО ХК «Сибцем» (холдинговая компания «Сибирский цемент»).

## История
Сырьевой базой предприятия являются Чернореченско-Евсинские известковые месторождения, промышленная разработка которых началась с 1920-х гг. Сооружение первой очереди Чернореченского цементного завода, ставшего Всесоюзной ударной стройкой 1-й пятилетки, началось в 1929 году. Проектной мощности (112 тыс. тонн цемента в год) завод достиг в 1939 году. Осенью 1941 в Искитим частично эвакуировали и разместили на Чернореченском заводе оборудование цементного завода из Кричева (Белоруссия), цементного и шиферного заводов из Брянска, которые влились в его состав. В 1945-47 в связи с началом восстановления народного хозяйства страны и резким увеличением потребности в строительных материалах произведено переоборудование завода. В 1948 году производство достигло довоенного уровня.
В 1959 началось строительство 2-й очереди, объявленное Всесоюзной ударной комсомольской стройкой и завершившееся в 1963 году. В 1962 году с пуском 1-й технологической линии обновленное предприятие заняло ведущее место в стране среди производителей цемента. В 1975 Чернореченский завод достиг предельной проектной мощности, выработав 2,6 млн т. цемента. Численность сотрудников к тому моменту составляла 3 тыс. человек; для быстрого увеличения числ. технических кадров для цемзавода ЧЦЗ в 1955 в Искитиме открылся Чернореченский индустриальный техникум, а с 1960 года на заводе начал работать учебно-производственный комбинат.
С конца 1970-х гг. началось сокращение объёмов производства. В начале 1980-х гг. произведена частичная модернизация, что вновь позволило вновь выйти на выпуск 2,3—2,5 млн т цемента в год. Однако в конце 1980-х — 1990-х гг. произошли крупные сокращения персонала — до 1,2 тыс. человек; объемы производства уменьшились в 5 раз. В 1994 перестала эксплуатироваться первая площадка завода, построенная в годы первой пятилетки.
В 1994 году предприятие приватизировано и переименовано в «Искитимцемент».
В кризисные для строителей 90-е годы выпуск цемента в России снижался, что оказывало влияние на деятельность «Искитимцемента». Несмотря на сложную ситуацию в стране, предприятию удалось сохранить коллектив. Период возрождения завода начался в 2000-х: были погашены долги по налогам и платежам во внебюджетные фонды, перечислены необходимые средства подрядчиками и поставщиками сырья, заменено и отремонтировано технологическое оборудование, увеличены объёмы производства. С 2010 года ведется планомерная работа по ремонту, восстановлению и модернизации основных фондов предприятия, введение в эксплуатацию новой техники, оптимизация технологических процессов с использованием новаторских решений. Это дало возможность увеличить мощность четырёх линий до 2,1 млн тонн цемента в год.

## Собственники и руководство
В мае 2020 года АО «Искитимцемент» заключило договор управления с холдинговой компанией «Сибирский цемент».
Управляющий директор (с 2013 г). — Владимир Петрович Скакун.

## Характеристики производства

### Мощности
На заводе функционируют четыре технологические линии. Производственная мощность — 2,1 млн тонн цемента в год. Выпуск продукции ведется по «мокрому» способу.

### Продукция
Общестроительные цементы
ГОСТ 31108-2016, ГОСТ 30515-2013
- ЦЕМ II/А-Ш 32,5Б -портландцемент типа ЦЕМ II, подтипа В со шлаком (Ш) от 6 % до 20 % класса прочности 32,5 быстротвердеющий;
- ЦЕМ I 42,5Б — портландцемент типа ЦЕМ I класса 42,5 быстротвердеющий;
- ЦЕМ I 42,5Н — портландцемент типа ЦЕМ I класса 42,5 нормальнотвердеющий;
- ЦЕМ I 52,5Н — портландцемент типа ЦЕМ I класса 52,5 нормальнотвердеющий.
- ЦЕМ II/В-Ш 32,5Н — портландцемент типа ЦЕМ II, подтипа В со шлаком (Ш) от 21 % до 35 %, класса прочности 32,5, нормальнотвердеющий.

Специальные цементы
ГОСТ 33174-2014, ГОСТ 30515-2013
- ЦЕМ II / А-Ш 32,5Б ДО — портландцемент для бетона оснований ДО, типа ЦЕМ II, подтипа А со шлаком (Ш) от 6 % до 20 %, класса прочности 32,5, быстротвердеющий
- ГОСТ 10178-85, ГОСТ 30515-2013
- ПЦ 500-Д0-Н — портландцемент без минеральных добавок марки 500 на основе клинкера нормированного состава.
- ЦЕМ I 42,5Н ДП — портландцемент для бетона дорожных и аэродромных покрытий ДП, типа ЦЕМ I, класса прочности 42,5, нормальнотвердеющий.

### Показатели деятельности
Производственные показатели за 2001—2019 гг.
| Год  | Производство цемента, млн.тонн | Год  | Производство цемента, млн.тонн |
| ---- | ------------------------------ | ---- | ------------------------------ |
| 2001 | 0,5                            | 2011 | 1,28                           |
| 2002 | 0,65                           | 2012 | 1,5                            |
| 2003 | 1,0                            | 2013 | 1,68                           |
| 2004 | 1,09                           | 2014 | 1,723                          |
| 2005 | 1,34                           | 2015 | 1,57                           |
| 2006 | 1,56                           | 2016 | 1,19                           |
| 2007 | 1,74                           | 2017 | 1,032                          |
| 2008 | 1,84                           | 2018 | 1,018                          |
| 2009 | 1,375                          | 2019 | 0,981                          |
| 2010 | 1,4                            |      |                                |